# Karol Kot
Karol Kot (18. prosince 1946 – 16. května 1968) byl polský vrah, který v letech 1964–1966 terorizoval Krakov. Kvůli důkazům ze soudního procesu a zdánlivě náhodnému výběru obětí, mezi nimiž byly děti i staří lidé, dostal Kot přezdívku Upír z Krakova. Po procesu, ve kterém se Kot přiznal ke všem zločinům, ze kterých byl obviněn (2 dokonané vraždy, 10 pokusů o vraždu), byl 14. července 1967 odsouzen k smrti. Po odvolání mu byl trest původně zmírněn na doživotí, následně byl však trest smrti obnoven. Kot byl oběšen 16. května 1968.